# Liste der Reiterstandbilder in Deutschland
Diese Liste der Reiterstandbilder gibt einen Überblick über die Reiterstandbilder in Deutschland. Einige von ihnen wurden von ihrem ursprünglichen Aufstellungsort entfernt, versetzt, umgestaltet oder zerstört. Dies ist unter der Spalte Verbleib vermerkt. Zur Bewahrung der Übersicht sind die Reiterstandbilder nach den heutigen Bundesländern sortiert. Reiterstandbilder, die sich auf damaligem Reichsgebiet in den Grenzen bis 1937 befanden, sind in einer separaten Tabelle aufgeführt.

## Baden-Württemberg
| Bild | Porträtierte Person      | Standort                                            | Verbleib | Künstler           | Errichtung/ Einweihung | Weitere Informationen                                           |
| ---- | ------------------------ | --------------------------------------------------- | -------- | ------------------ | ---------------------- | --------------------------------------------------------------- |
|      | Eberhard I.              | Stuttgart Altes Schloss                             | erhalten | Ludwig von Hofer   | 1859                   |                                                                 |
|      | Leopold von Hohenzollern | Sigmaringen Leopoldplatz                            | erhalten | Johannes Boese     | 1910                   |                                                                 |
|      | Martin Walser            | Überlingen Altes Schloss                            | erhalten | Peter Lenk         | 1999                   | Hauptartikel: Bodenseereiter                                    |
|      | Wilhelm I. (Württemberg) | Stuttgart Königsplatz vor dem Kursaal Bad Cannstatt | erhalten | Johann Halbig      | 1875                   |                                                                 |
|      | Wilhelm I. (Württemberg) | Stuttgart Vorhof Alte Staatsgalerie                 | erhalten | Ludwig von Hofer   | 1884                   |                                                                 |
|      | Wilhelm I.               | Karlsruhe Kaiserplatz                               | erhalten | Adolf Heer         | 18. Okt. 1897          |                                                                 |
|      | Wilhelm I.               | Stuttgart Karlsplatz                                | erhalten | Wilhelm von Rümann | 1. Okt. 1898           | Gesamthöhe ca. 9,20 m, Reiterstandbild 4,90 m, Kosten 200.000 M |

## Bayern
| Bild | Porträtierte Person         | Standort                              | Verbleib       | Künstler                          | Errichtung/ Einweihung                                     | Weitere Informationen                                                                    |  |
| ---- | --------------------------- | ------------------------------------- | -------------- | --------------------------------- | ---------------------------------------------------------- | ---------------------------------------------------------------------------------------- |  |
|      | Bamberger Reiter            | Bamberg Bamberger Dom                 | erhalten       | Unbekannt                         | Vor 1237                                                   | Hauptartikel: Bamberger Reiter                                                           |  |
|      | Castor                      | München Akademie der Bildenden Künste | erhalten       | Max von Widnmann                  | 1886                                                       |                                                                                          |  |
|      | Christian-Ernst             | Bayreuth Residenzplatz                | erhalten       | Elias Räntz                       | 1705                                                       | Hauptartikel: Markgrafenbrunnen                                                          |  |
|      | Christian-Ernst             | Erlangen Schlossgarten                | erhalten       | Elias Räntz, Paul Decker          | 1712                                                       |                                                                                          |  |
|      | Ernst II.                   | Coburg Hofgarten                      | erhalten       | Gustav Eberlein                   | 1899                                                       |                                                                                          |  |
|      | St. Georg                   | München Schatzkammer der Residenz     | erhalten       | Friedrich Sustris                 | 1586                                                       |                                                                                          |  |
|      | Johann T’Serclaes von Tilly | Altötting Kapellplatz (Altötting)     | erhalten       | Sebastian Osterrieder             | Modell ursprünglich vor dem Ersten Weltkrieg, Neuguss 2005 |                                                                                          |  |
|      | Ludwig I.                   | München Odeonsplatz                   | erhalten       | Max von Widnmann                  | 25. Aug. 1862                                              |                                                                                          |  |
|      | Ludwig I.                   | Regensburg Domplatz                   | erhalten       | Ferdinand von Miller              | 8. Mai 1902                                                |                                                                                          |  |
|      | Ludwig IV.                  | München Kaiser-Ludwig-Platz           | erhalten       | Emil Dittler, August Drumm        | 1905                                                       |                                                                                          |  |
|      | Luitpold von Bayern         | Bamberg Schönleinsplatz               | erhalten       | Ferdinand von Miller              | 1899                                                       |                                                                                          |  |
|      | Luitpold von Bayern         | München Neues Rathaus                 | erhalten       | Ferdinand von Miller              | 1905                                                       |                                                                                          |  |
|      | Luitpold von Bayern         | München Platz vor Nationalmuseum      | erhalten       | Adolf von Hildebrand              | 1913                                                       |                                                                                          |  |
|      | Luitpold von Bayern         | Nürnberg Hauptbahnhof                 | nicht erhalten | Wilhelm von Rümann                | 1901                                                       | 1934 zur Verbesserung der Verkehrsführung entfernt, am 26. September 1939 eingeschmolzen |  |
|      | Maximilian I. (Bayern)      | München Wittelsbacherplatz            | erhalten       | Bertel Thorvaldsen                | 1839                                                       |                                                                                          |  |
|      | Otto I.                     | München Wittelsbacherbrücke           | erhalten       | Georg Wrba                        | 1905                                                       |                                                                                          |  |
|      | Otto I.                     | München Bayerische Staatskanzlei      | erhalten       | Ferdinand von Miller              | 1911                                                       |                                                                                          |  |
|      | Otto von Bismarck           | München Wesauerplatz                  | erhalten       | Josef Flossmann                   | 1. Apr. 1914                                               | Hauptartikel: Bismarckbrunnen (Pasing)                                                   |  |
|      | Otto von Bismarck           | Nürnberg Prinzregentenufer            | erhalten       | Theodor Fischer                   | 1915                                                       |                                                                                          |  |
|      | Pollux                      | München Akademie der Bildenden Künste | erhalten       | Max von Widnmann                  | 1886                                                       |                                                                                          |  |
|      | Ulrich von Augsburg         | Augsburg Domplatz                     | erhalten       | Josef Henselmann                  | 1986                                                       | Hauptartikel: Dombrunnen (Augsburg)                                                      |  |
|      | Wilhelm I.                  | Nürnberg Egidienplatz                 | erhalten       | Syrius Eberle, Wilhelm von Rümann | 14. Nov. 1905                                              | Gesamthöhe ca. 9,20 m, Reiterstandbild 4,90 m, Kosten 200.000 M                          |  |

## Berlin
| Bild | Porträtierte Person             | Standort                                     | Verbleib                                                                                            | Künstler                                       | Errichtung/ Einweihung | Weitere Informationen                                             |
| ---- | ------------------------------- | -------------------------------------------- | --------------------------------------------------------------------------------------------------- | ---------------------------------------------- | ---------------------- | ----------------------------------------------------------------- |
|      | Amazone zu Pferde               | Berlin Tiergarten                            | erhalten                                                                                            | Louis Tuaillon                                 | 1905                   | Hauptartikel: Amazone zu Pferde (Tuaillon)                        |
|      | Amazone zu Pferde               | Berlin-Mitte Freitreppe vor dem Alten Museum | erhalten                                                                                            | August Kiß                                     | 1841                   | Hauptartikel: Amazone zu Pferde (Kiß)                             |
|      | Eselreiter                      | Berlin Rathaus Spandau                       | erhalten                                                                                            | August Gaul                                    | 1912                   |                                                                   |
|      | Friedrich II.                   | Berlin-Mitte Unter den Linden                | Abbau 1950, Wiederaufstellung am ursprünglichen Ort 1980                                            | Christian Daniel Rauch                         | 31. Mai 1851           | Gesamthöhe ca. 13,5 m                                             |
|      | Friedrich III.                  | Berlin-Mitte Platz vor dem Bode-Museum       | 1951 eingeschmolzen                                                                                 | Rudolf Maison                                  | 1904                   | Hauptartikel: Reiterstandbild Friedrichs III.                     |
|      | Friedrich Wilhelm (Brandenburg) | Berlin Schloss Charlottenburg (Ehrenhof)     | Auslagerung im 2. Weltkrieg, 1952 Wiederaufstellung im Ehrenhof von Schloss Charlottenburg          | Andreas Schlüter                               | 12. Juli 1703          | Gesamthöhe ca. 5,60 m, Reiterstandbild 2,90 m, Postament 2,70 m   |
|      | Friedrich Wilhelm III.          | Berlin Lustgarten                            | Einschmelzung 1949, einzelne Figuren erhalten                                                       | Albert Wolff                                   | 16. Juni 1871          | Gesamthöhe ca. 12,40 m, Reiterstandbild 5,80 m                    |
|      | Friedrich Wilhelm IV.           | Berlin-Mitte Alte Nationalgalerie            | erhalten am ursprünglichen Ort                                                                      | Gustav Blaeser, Alexander Calandrelli          | 1886                   | Gesamthöhe ca. 9,60 m, Reiterstandbild 5,40 m                     |
|      | Hunne zu Pferde                 | Berlin Kolonnadenhof                         | erhalten                                                                                            | Erich Hösel                                    | 1895                   |                                                                   |
|      | Jüngling                        | Berlin Steubenplatz                          | 1961 auf Steubenplatz aufgestellt                                                                   | Louis Tuaillon                                 | 1902                   |                                                                   |
|      | Löwenkämpfer zu Pferde          | Berlin-Mitte Lustgarten                      | erhalten                                                                                            | Albert Wolff, Christian Daniel Rauch (Entwurf) | 1861                   | Gesamthöhe 4,50                                                   |
|      | St. Georg                       | Berlin-Mitte Nikolaiviertel                  | bis 1950 im Eosanderhof des Berliner Schlosses, seit 1987 im Nikolaiviertel                         | August Kiß                                     | 1855                   | Hauptartikel: Heiliger Georg (August Kiß)                         |
|      | Rennreiterdenkmal               | Berlin Karlshorst                            | erhalten                                                                                            | Willibald Fritsch                              | 23. Sep. 1925          |                                                                   |
|      | Wilhelm I.                      | Berlin-Mitte Schlossfreiheit                 | 1950 abgerissen und eingeschmolzen; vier Löwen und ein Adler erhalten                               | Reinhold Begas, Gustav Halmhuber               | 22. März 1897          | Gesamthöhe ca. 21 m, Reiterstandbild 9 m, Kosten 4 Millionen Mark |
|      | Wilhelm I.                      | Berlin-Neukölln Hohenzollernplatz            | zerstört 1944; Sockel nach 1945 abgetragen                                                          | Albert Moritz Wolff                            | 22. März 1902          | Gesamthöhe ca. 8,50 m, Reiterstandbild 4,50 m                     |
|      | Wilhelm I.                      | Berlin-Spandau Platz an der Garnisonskirche  | September 1942: Demontage alle Bronzeteile und Abgabe zur Einschmelzung; 1945 Abtragung des Sockels | Franz Dorrenbach                               | 14. Apr. 1909          | Reiterstandbild 3 m                                               |

## Brandenburg
| Bild | Porträtierte Person | Standort                                | Verbleib      | Künstler                         | Errichtung/ Einweihung | Weitere Informationen             |
| ---- | ------------------- | --------------------------------------- | ------------- | -------------------------------- | ---------------------- | --------------------------------- |
|      | Friedrich II.       | Potsdam Park Sanssouci                  | erhalten      | Aloisio Lazzerini, Carlo Baratta | 1865                   | verkleinerte Kopie des Hauptwerks |
|      | Wilhelm I.          | Potsdam Lange Brücke                    | 1950 zerstört | Ernst Herter                     | 11. Apr. 1901          |                                   |
|      | Wilhelm I.          | Frankfurt (Oder) Zwischen Markt und Dom | 1944 zerstört | Max Unger                        | 20. Okt. 1900          |                                   |

## Bremen
| Bild | Porträtierte Person | Standort                            | Verbleib                                                                                          | Künstler                      | Errichtung/ Einweihung | Weitere Informationen |  |
| ---- | ------------------- | ----------------------------------- | ------------------------------------------------------------------------------------------------- | ----------------------------- | ---------------------- | --- |  |
|      | Otto von Bismarck   | Bremen Zwischen Markt und Dom       | erhalten                                                                                          | Adolf von Hildebrand          | 9. Juli 1910           | Hauptartikel: Bismarck-Denkmal (Bremen) |  |
|      | Friedrich III.      | Bremen Hermann-Böse-Straße          | erhalten                                                                                          | Louis Tuaillon                | 22. März 1905          | Hauptartikel: Kaiser-Friedrich-Denkmal (Bremen) |  |
|      | Helmuth von Moltke  | Bremen Liebfrauenkirche             | erhalten                                                                                          | Hermann Hahn, Heinrich Jennen | 4. Nov. 1909           | Hauptartikel: Moltkedenkmal (Bremen) |  |
|      | Herolde             | Bremen Ostportal Bremer Rathaus     | erhalten                                                                                          | Adolf von Hildebrand          | 30. Sep. 1901          | Ursprünglich auf der Pariser Weltausstellung im Jahr 1900 ausgestellt. Anschließend vom Bremer Bankier John Harjes erworben und vor dem Rathaus aufgestellt. Hauptartikel: Herolde am Bremer Rathaus |  |
|      | Wilhelm I.          | Bremen Unser Lieben Frauen Kirchhof | 1940 Entfernung der Sockelfiguren, 1942 Demontage und Einschmelzung des Denkmals zu Kriegszwecken | Robert Bärwald                | 18. Okt. 1893          | |  |

## Hamburg
| Bild | Porträtierte Person                    | Standort                       | Verbleib | Künstler           | Errichtung/ Einweihung | Weitere Informationen                                     |
| ---- | -------------------------------------- | ------------------------------ | -------- | ------------------ | ---------------------- | --------------------------------------------------------- |
|      | Jüngling zu Pferde                     | Hamburg Kunsthalle             | erhalten | Hermann Hahn       | 1908                   |                                                           |
|      | Diana auf der Hirschkuh                | Hamburg Stadtpark              | erhalten | Georg Wrba         | 1910                   |                                                           |
|      | Sterbender Krieger auf sinkendem Pferd | Hamburg Alsterufer, Rotherbaum | erhalten | Johannes Schilling | 18. Okt. 1877          | Hauptartikel: Kriegerdenkmal 1870/71 (Hamburg-Rotherbaum) |
|      | Wilhelm I.                             | Hamburg Altonaer Rathaus       | erhalten | Gustav Eberlein    | 18. Juni 1898          | Hauptartikel: Kaiser-Wilhelm-I.-Denkmal (Altona)          |
|      | Wilhelm I.                             | Hamburg Wallanlagen            | erhalten | Johannes Schilling | 18. Juni 1898          | Hauptartikel: Kaiser-Wilhelm-I.-Denkmal (Hamburg)         |
|      |                                        |                                |          |                    |                        |                                                           |

## Hessen
| Bild | Porträtierte Person | Standort                | Verbleib | Künstler      | Errichtung/ Einweihung | Weitere Informationen |
| ---- | ------------------- | ----------------------- | -------- | ------------- | ---------------------- | --------------------- |
|      | Ludwig IV.          | Darmstadt Friedensplatz | erhalten | Fritz Schaper | 25. Nov. 1898          |                       |

## Mecklenburg-Vorpommern
| Bild | Porträtierte Person     | Standort                                       | Verbleib | Künstler             | Errichtung/ Einweihung | Weitere Informationen                                                 |
| ---- | ----------------------- | ---------------------------------------------- | -------- | -------------------- | ---------------------- | --------------------------------------------------------------------- |
|      | Alexandrine von Preußen | Ludwigslust Alexandrinenplatz                  | erhalten | Andreas Krämmer      | 2003                   |                                                                       |
|      | Heinrich der Löwe       | Bernstorf Herrenhaus                           | erhalten | unbekannt            | 1880                   | Hauptartikel: Reiterdenkmal Friedrich Franz II.                       |
|      | Friedrich Franz II.     | Schwerin Schlossgarten                         | erhalten | Ludwig Brunow        | 24. Aug. 1893          | Hauptartikel: Reiterdenkmal Friedrich Franz II.                       |
|      | Niklot                  | Schwerin Frontfassade des Schweriner Schlosses | erhalten | Christian Genschow   | 1855                   |                                                                       |
|      | Samuel von Behr         | Bad Doberan Doberaner Münster                  | erhalten | Franz Julius Döteber | 1626                   | Einziges Grabmonument in Deutschland mit lebensgroßem Reiterstandbild |
|      |                         |                                                |          |                      |                        |                                                                       |

## Niedersachsen
| Bild | Porträtierte Person                       | Standort                                          | Verbleib                                                                             | Künstler                      | Errichtung/ Einweihung | Weitere Informationen |
| ---- | ----------------------------------------- | ------------------------------------------------- | ------------------------------------------------------------------------------------ | ----------------------------- | ---------------------- | --------------------- |
|      | Ernst-August I.                           | Hannover Hauptbahnhof                             | erhalten                                                                             | Albert Wolff                  | 21. Sep. 1861          |                       |
|      | Barbarossa                                | Goslar Kaiserpfalz                                | erhalten                                                                             | Robert Toberentz              | 1901                   |                       |
|      | Friedrich Wilhelm                         | Braunschweig Platz vor dem Braunschweiger Schloss | 1973 Versetzung in die Kurt-Schumacher-Straße, 2007 Versetzung an ursprünglichen Ort | Franz Pönninger, Ernst Hähnel | 10. Nov. 1874          |                       |
|      | Karl Wilhelm Ferdinand                    | Braunschweig Platz vor dem Braunschweiger Schloss | 1973 Versetzung in die Kurt-Schumacher-Straße, 2007 Versetzung an ursprünglichen Ort | Franz Pönninger, Ernst Hähnel | 10. Nov. 1874          |                       |
|      | 2. Hannoversches Dragoner-Regiment Nr. 16 | Lüneburg Clamart-Park                             | erhalten                                                                             | Emil Cauer der Jüngere        | 1939                   |                       |
|      | Wilhelm I.                                | Goslar Kaiserpfalz                                | erhalten                                                                             | Robert Toberentz              | 1901                   |                       |
|      | Wilhelm I.                                | Hildesheim                                        | 1942 zerstört                                                                        | Otto Lessing                  | 31. Okt. 1900          |                       |

## Nordrhein-Westfalen
| Bild | Porträtierte Person    | Standort                   | Verbleib       | Künstler            | Errichtung/ Einweihung | Weitere Informationen                                   |
| ---- | ---------------------- | -------------------------- | -------------- | ------------------- | ---------------------- | ------------------------------------------------------- |
|      | Engelbert I.           | Solingen Schloss Burg      | erhalten       | Paul Wynand         | 1929                   |                                                         |
|      | Friedrich III.         | Aachen Kaiserplatz         | erhalten       | Hugo Lederer        | 18. Okt. 1911          | Hauptartikel: Kaiser-Friedrich-Denkmal (Aachen)         |
|      | Friedrich Wilhelm III. | Köln Heumarkt              | erhalten       | Gustav Blaeser      | 26. Sep. 1878          |                                                         |
|      | Friedrich III.         | Köln Hohenzollernbrücke    | erhalten       | Louis Tuaillon      | Mai 1911               |                                                         |
|      | Johann Wilhelm         | Düsseldorf Marktplatz      | erhalten       | Gabriel de Grupello | 1711                   | Hauptartikel: Jan-Wellem-Reiterdenkmal                  |
|      | Friedrich Wilhelm IV.  | Köln Hohenzollernbrücke    | erhalten       | Gustav Blaeser      | 1863                   |                                                         |
|      | Lanzenreiter           | Köln Deutzer Rheinufer     | erhalten       | Paul Wynand         | 1930                   | Denkmal für das Kürassier-Regiment „Graf Gessler“ Nr. 8 |
|      | Großer Kurfürst        | Kleve Dr.-Heinz-Will-Platz | erhalten       | Peter Breuer        | 9. Aug. 1909           |                                                         |
|      | Wilhelm I.             | Köln Hohenzollernbrücke    | erhalten       | Friedrich Drake     | 1867                   |                                                         |
|      | Wilhelm I.             | Köln Kaiser-Wilhelm-Ring   | 1943 zerstört  | Richard Anders      | 18. Juni 1897          |                                                         |
|      | Wilhelm I.             | Dortmund Hohensyburg       | erhalten       | Richard Anders      | 30. Juni 1902          | Tief eingreifende Umgestaltung 1935                     |
|      | Wilhelm I.             | Bielefeld Rathausplatz     | nicht erhalten | Wilhelm von Tettau  | 29. Aug. 1907          | Demontage 1921 aufgrund von Bauschäden                  |
|      | Wilhelm I.             | Düsseldorf Stadtmitte      | erhalten       | Karl Janssen        | 18. Okt. 1896          |                                                         |
|      | Wilhelm I.             | Essen Stadtmitte           | erhalten       | Hermann Volz        | 23. Okt. 1898          |                                                         |
|      | Wilhelm II.            | Köln Hohenzollernbrücke    | erhalten       | Louis Tuaillon      | Sep. 1910              |                                                         |

## Rheinland-Pfalz
| Bild | Porträtierte Person | Standort                         | Verbleib                        | Künstler           | Errichtung/ Einweihung                      | Weitere Informationen                   |
| ---- | ------------------- | -------------------------------- | ------------------------------- | ------------------ | ------------------------------------------- | --------------------------------------- |
|      | Luitpold von Bayern | Landau in der Pfalz Rathausplatz | erhalten                        | Wilhelm von Rümann | 22. Mai 1892                                |                                         |
|      | Wilhelm I.          | Koblenz Deutsches Eck            | 1945 teilzerstört, 1993 Neuguss | Emil Hundrieser    | 31. August 1897, Neuguss: 2. September 1993 | Gesamthöhe: 37 m, Reiterstandbild: 14 m |

## Saarland
| Bild | Porträtierte Person | Standort                         | Verbleib                           | Künstler           | Errichtung/ Einweihung | Weitere Informationen                       | |
| ---- | ------------------- | -------------------------------- | ---------------------------------- | ------------------ | ---------------------- | ------------------------------------------- | --- |
|      | Ulanen-Denkmal      | Saarbrücken Staden (Saarbrücken) | erhalten                           | Fritz Klimsch      | 7. Juni 1913           | Gesamthöhe: 7,50 m, Reiterstandbild: 4,50 m | Denkmal für die im Deutsch-Französischen Krieg Gefallenen des Ulanen-Regiment „Großherzog Friedrich von Baden“ (Rheinisches) Nr. 7 |
|      | Wilhelm I.          | Saarbrücken Alte Brücke          | 1946 abgetragen und eingeschmolzen | Adolf von Donndorf | 14. Mai 1904           | Gesamthöhe: 7,50 m, Reiterstandbild: 4,50 m | |

## Sachsen
| Bild              | Porträtierte Person | Standort                                                                                 | Verbleib                                     | Künstler                  | Errichtung/ Einweihung | Weitere Informationen                          |
| ----------------- | ------------------- | ---------------------------------------------------------------------------------------- | -------------------------------------------- | ------------------------- | ---------------------- | ---------------------------------------------- |
|                   | Albert von Sachsen  | Dresden Ständehaus                                                                       | Entfernung 1951, weiterer Verbleib unbekannt | Max Baumbach, Paul Wallot | 23. Apr. 1906          |                                                |
|                   | Albert von Sachsen  | Bautzen Lauenturm                                                                        | erhalten                                     | Walter Hauschild          | 1913                   | Höhe Reiterstandbild: 6 m                      |
|                   | Albert von Sachsen  | Leipzig Markt                                                                            | Einschmelzung 1946                           | Rudolf Siemering          | 18. Aug. 1888          |                                                |
|                   | August der Starke   | Dresden Neustädter Markt                                                                 | erhalten                                     | Jean Joseph Vinache       | 1736                   | Hauptartikel: Goldener Reiter                  |
|                   | Otto von Bismarck   | Leipzig Markt                                                                            | Einschmelzung 1946                           | Rudolf Siemering          | 18. Aug. 1888          | Bestandteil des Siegesdenkmals                 |
|                   | Carl August         | Weimar Fürstenhaus                                                                       | erhalten                                     | Adolf von Donndorf        | 3. Sep. 1875           | Hauptartikel: Carl-August-Denkmal              |
|                   | Europa              | Dresden Königsheimplatz                                                                  | teilzerstört im Weltkrieg, Neuguss 1995      | Georg Wrba                | 1922                   |                                                |
|                   | Friedrich III.      | Leipzig Markt                                                                            | Einschmelzung 1946                           | Rudolf Siemering          | 18. Aug. 1888          |                                                |
|                   | Georg der Bärtige   | Dresden Georgentor                                                                       | erhalten                                     | Christian Behrens         | 1901                   | Höhe Reiterstandbild: ca. 4 m                  |
| Georg von Sachsen | Dresden             | Entwurfspräsentation 1:1 Gipsmodell 1915, Bronzeguss wegen Kriegsbeginn nicht ausgeführt | Georg Wrba                                   | nicht ausgeführt          |                        |                                                |
|                   | Johann von Sachsen  | Dresden Theaterplatz                                                                     | erhalten                                     | Johannes Schilling        | 18. Juni 1889          |                                                |
|                   | Helmuth von Moltke  | Leipzig Markt                                                                            | Einschmelzung 1946                           | Rudolf Siemering          | 18. Aug. 1888          |                                                |
|                   | Wilhelm I.          | Görlitz Obermarkt                                                                        | Einschmelzung 1942 zu Kriegszwecken          | Johannes Pfuhl            | 18. Mai 1893           | Hauptartikel: Kaiser-Wilhelm-Denkmal (Görlitz) |

## Sachsen-Anhalt
| Bild | Porträtierte Person    | Standort                | Verbleib | Künstler       | Errichtung/ Einweihung                         | Weitere Informationen                                                   |  |
| ---- | ---------------------- | ----------------------- | -------- | -------------- | ---------------------------------------------- | ----------------------------------------------------------------------- |  |
|      | Friedrich Wilhelm III. | Merseburg Schlossgarten | erhalten | Louis Tuaillon | Bronzeguss: spätestens 1918, Aufstellung: 1935 | Hauptartikel: Reiterstandbild König Friedrich Wilhelms III. (Merseburg) |  |
|      | Otto I.                | Magdeburg Kaiserpfalz   | erhalten | unbekannt      | 1240                                           | Hauptartikel: Magdeburger Reiter                                        |  |
|      | Roland                 | Haldensleben Rathaus    | erhalten | unbekannt      | 1528                                           | Hauptartikel: Haldensleber Roland                                       |  |

## Schleswig-Holstein
| Bild | Porträtierte Person | Standort            | Verbleib | Künstler       | Errichtung/ Einweihung | Weitere Informationen                        |
| ---- | ------------------- | ------------------- | -------- | -------------- | ---------------------- | -------------------------------------------- |
|      | Wilhelm I.          | Kiel Schlossgarten  | erhalten | Adolf Brütt    | 26. Nov. 1896          |                                              |
|      | Wilhelm I.          | Lübeck Hauptbahnhof | erhalten | Louis Tuaillon | 26. Nov. 1896          | Gesamthöhe: ca. 10 m, Reiterstandbild 3,50 m |

## Thüringen
| Bild | Porträtierte Person | Standort                 | Verbleib | Künstler      | Errichtung/ Einweihung | Weitere Informationen |
| ---- | ------------------- | ------------------------ | -------- | ------------- | ---------------------- | --------------------- |
|      | Wilhelm I.          | Sondershausen Kyffhäuser | erhalten | Bruno Schmitz | 1896                   |                       |

## Reiterstandbilder auf ehemaligen Gebieten des Kaiserreichs
| Bild | Porträtierte Person    | Standort                     | Verbleib                      | Künstler             | Errichtung/ Einweihung | Weitere Informationen                                 |  |
| ---- | ---------------------- | ---------------------------- | ----------------------------- | -------------------- | ---------------------- | ----------------------------------------------------- |  |
|      | Amor auf Pegasus       | Breslau Zwingerpark          | erhalten                      | Theodor von Gosen    | 19. Juni 1914          |                                                       |  |
|      | Friedrich II.          | Beuthen                      | Verbleib nach 1945 unbekannt  | Louis Tuaillon       | 1910                   | Hauptartikel: Reiterdenkmal Friedrichs des Großen     |  |
|      | Wilhelm I.             | Breslau Schweidnitzer Straße | Einschmelzung 1945            | Christian Behrens    | Sep. 1896              | Hauptartikel: Kaiser-Wilhelm-I.-Denkmal (Breslau)     |  |
|      | Friedrich Wilhelm III. | Königsberg Paradeplatz       | Einschmelzung nach 1945       | August Kiß           | 3. Aug. 1851           | Hauptartikel: Reiterstandbild Friedrich Wilhelms III. |  |
|      | Wilhelm I.             | Metz Esplanade               | zerstört am 17. November 1918 | Ferdinand von Miller | 11. Sep. 1892          | Gesamthöhe: ca. 8,50 m, Reiterstandbild: 4,50 m       |  |
|      | Wilhelm I.             | Stettin Paradeplatz          | Einschmelzung 1945            | Karl Hilgers         | 1. Nov. 1894           | Gesamthöhe: ca. 11 m, Reiterstandbild: 4,50 m         |  |